# Max Grabner
Maximilian Grabner (ur. 2 października 1905 w Wiedniu; zm. 24 stycznia 1948 w Krakowie) – zbrodniarz hitlerowski pochodzenia austriackiego, szef gestapo w obozie koncentracyjnym Auschwitz-Birkenau i SS-Untersturmführer.

## Życiorys
Był obywatelem austriackim, który urodził się w Wiedniu. Z zawodu był policjantem, który pracował w policji jeszcze przed wcieleniem Austrii do III Rzeszy. W 1938 został przyjęty do hitlerowskiej policji kryminalnej (Kriminalpolizei), w której posiadał stopień sekretarza kryminalnego (Kriminalsekretar). Grabner był członkiem NSDAP od 1932 i SS od 1938 gdzie otrzymał stopień Untersturmfuhrera. Od początku istnienia obozu oświęcimskiego do listopada 1943 był szefem Politische Abteilung (obozowego gestapo). Na stanowisko to mianowało katowickie Gestapo, gdzie Grabner pracował po zajęciu Polski przez Niemców.
Dzięki pełnionemu w obozie stanowisku Grabner posiadał niemal niczym nieograniczoną władzę. Nawet komendant Rudolf Höß się go obawiał. Grabner był głównym zarządcą i wykonawcą egzekucji pod Czarną Ścianą przy bloku 11, a jednym z jego głównych zadań była organizacja eksterminacji Żydów na terenie obozu, z czego składał raporty szefowi gestapo Heinrichowi Müllerowi. Przewodniczył także tzw. policyjnym sądom doraźnym działającym w obozie, które były parodią wymiaru sprawiedliwości. Na jednym posiedzeniu takiego sądu, w ciągu 4–5 godzin, wydawano około 200 natychmiastowo wykonalnych wyroków śmierci. Inną specjalnością Grabnera były przesłuchania, podczas których torturował więźniów. To on bezpośrednio odpowiadał za zbrodnie popełnione w bloku śmierci (blok 11). W listopadzie 1943 został odwołany ze stanowiska przez gestapo z powodu licznych nadużyć władzy i korupcji. 1 grudnia 1943 zastąpił go dotychczasowy asystent Hans Schurz.
Po wojnie Grabner stanął przed Najwyższym Trybunałem Narodowym w Krakowie, jako jeden z oskarżonych w pierwszym procesie oświęcimskim. Uznany za winnego zarzucanych mu zbrodni, został skazany na karę śmierci przez powieszenie. Wyrok wykonano w więzieniu Montelupich w Krakowie.